# Utricularia inflata
Utricularia inflata är en tätörtsväxtart som beskrevs av Thomas Walter. Utricularia inflata ingår i släktet bläddror, och familjen tätörtsväxter. Inga underarter finns listade i Catalogue of Life.

## Bildgalleri

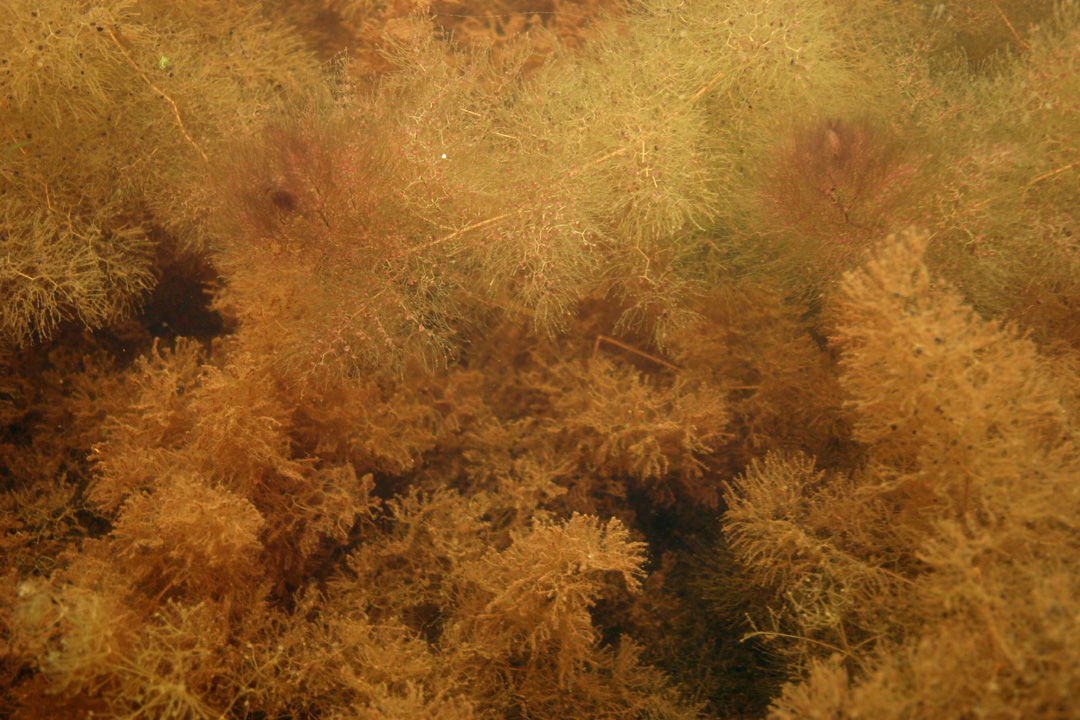
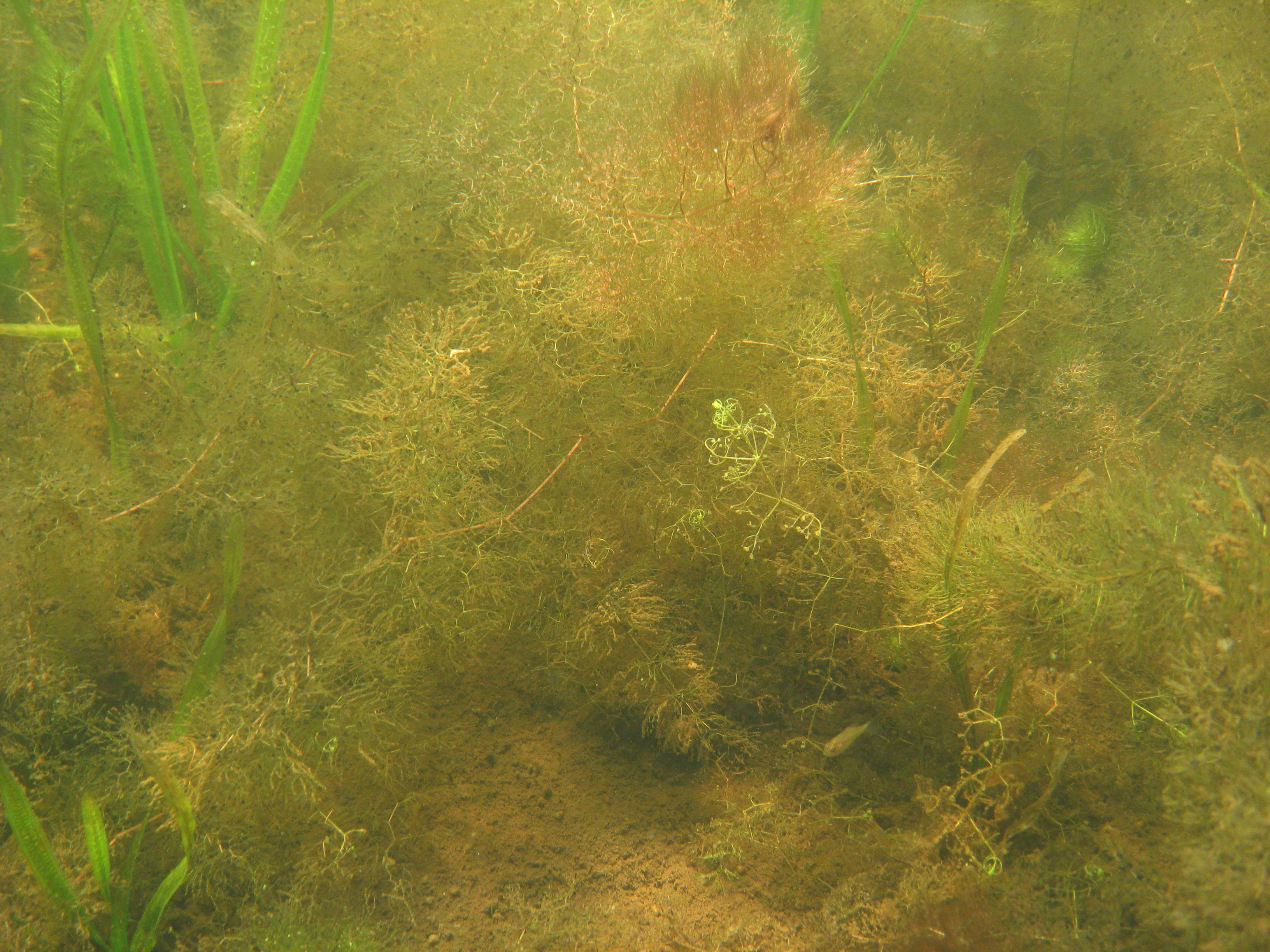